# شورش در شهر ۲
شورش در شهر ۲ (به انگلیسی: Streets of Rage 2) یک بازی ویدئویی به سبک بیت ام آپ با زاویهٔ دید پهلو-پیمایش است که توسط شرکت سگا در سال ۱۹۹۲ برای کنسول مگا درایو / جنسیس ساخته و منتشر شده‌است. این بازی دومین قسمت اصلی از مجموعه بازی‌های شورش در شهر و دنبالهٔ شورش در شهر ۱ (۱۹۹۱) به‌شمار می‌رود، و شخصیت‌های اکسل استون و بلیز فیلدینگ در این نسخه بازگشته‌اند در حالی که بازی دو شخصیت جدید نیز به نام‌های مکس «تاندر» هچت و ادی «اسکیت» هانتر، برادر کوچکتر آدام هانتر شخصیت بوکسور از قسمت اول را معرفی می‌کند.
شورش در شهر ۲ توسط تیمی متشکل از چندین شرکت شامل: سگا، انشینت، شاوت! دیزاین‌ورکس، ام‌ان‌ام سافت‌ور و اچ.آی.سی. توسعه یافته است. آیانو کوشیرو از شرکت انشینت طراح اصلی گرافیک و یکی از برنامه‌نویس‌های طراحی بازی بود، در حالی برادرش یوزو کوشیرو کار ساخت موسیقی بازی را بر عهده داشت.
به محض انتشار، شورش در شهر ۲ با واکنش‌های بسیار خوبی از سوی منتقدان همراه بود و برای ماه‌ها در صدر جدول فروش قرار گرفت.